# Герда Лундеквіст
Герда Лундеквіст (швед. Gerda Lundequist; 4 лютого 1871 — 23 жовтня 1959) — шведська акторка театру та кіно, театральна режисерка та феміністка.

## Біографія
Герда Лундквіст народилася у Стокгольмі у 1871 році. Вона була дочкою неодруженої Гедвіґи Лундеквіст, стала прийомною дочкою Амалії Шарлотти Екекранц.
У 1886—1891 роках навчалася в акторській школі Dramatens elevskola, однією з її викладачок була Сігне Хеббе.
Закінчивши навчання, у 1881—1896 роках працювала в театрі Stora teatern у Гетеборзі у Яльмара Селандера, потім у театрах Альберта Ранфта[sv], особливо у Шведському театрі Стокольма. Протягом півстоліття до 1948 р. вона періодично працювала в Королівському драматичному театрі, була запрошеною акторкою в Riksteatern та Vasateatern. У 1920-ті роки вона з Торстеном Хаммареном працювала режисеркою і художньою керівницею Міського театру Гельсінкі, де поставила п'єсу «Анна Крісті» Юджина О'Ніла. Також вона у 1930—1940-х роках викладала в Драматенс elevskola.
Герда Лундеквіст була відома головною роллю в Марії Стюарт, роллю Гонерільї в «Королі Лірі», Беліни в «Уявному хворому», Монни Ванни в Monna Vanna, головною роллю в Gertrud. Вона також знялася у 8 кінофільмах. У 1947 р. у віці 76 років Лундквіст з великим успіхом зіграла роль герцогині Йоркської в Річарді III.
Герда Лундквіст була активною учасницею боротьби за права жінок. Її запрошували з лекціями до жіночої школи Kvinnliga medborgarskolan vid Fogelstad у Фогельстаді, де вона входила до складу шкільної ради.
У 1917 р. була нагороджена золотою медаллю Літератури та мистецтв.
Померла в Стокгольмі в 1959 р., похована у Гетеборзі.

## Особисте життя
У 1908 році Герда вийшла заміж за Альфреда Дальстрема, овдовіла в 1923 р. У цьому шлюбі народилася дочка Сесілія Матільда Фріда Дальстрем. Одна з її онучок, Соня Христина, британська співачка.